# コマネット
コマネットは、放送業界で使われる業界用語で、コマーシャルのコマとネットワークのネットを繋げて作られた和製英語（造語）である。
当項では、類似の用語であるサスネットについても詳述する。

## コマネット

### 概要

#### 見出しタイトル
コマネットとは、コマーシャル付きのネットワークセールス番組（スポンサードネット）、あるいはネット形態のことを指す。黒ネットとも。
制作キー局（主幹事局）が番組スポンサーや広告代理店からキー局で放送・放映する料金とローカル局分を合わせて受け、番組に（スポンサーの）スポットCMを付け放送・放映し、キー局経由で料金でネット受けしているローカル局各局に料金を分配するという仕組みである。
テレビ放送では朝や昼・午後の情報番組、あるいはゴールデン枠やプライム枠の各番組、テレビアニメが中心。また、ラジオでは主に関東のキー局が全国向けに企画制作する番組に多く見られる。

### 主な一例
ここでは現在もしくは過去に放映されているもので、帯番組を中心に挙げる。
TV放送
- めざましテレビ（フジテレビ制作、CX系）
- めざまし8（フジテレビ制作、CX系）
- 情報ライブ ミヤネ屋（読売テレビ制作、NNN系[3]）
- 報道ステーション（テレビ朝日制作、ANN系）
- news23（TBS制作、JNN系）
- ネオバラエティ（テレビ朝日制作、ANN系[4]）

AM放送
- オールナイトニッポン（ニッポン放送制作、NRN系中心[5]）
- おはよう一直線（TBSラジオ制作、JRN系[6]）

## サスネット

### 概要（サスネット）
サスネットとは前述のコマネットとは異なり、CMなし（もしくはネットセールススポンサーなし）の番組を制作キー局が地方局に販売（番組販売）する形でネットさせること。白ネットとも。

### 主な一例
TV放送
- 探偵!ナイトスクープ（朝日放送（ABC）制作、ANN系中心[7]）

AM放送
- ネットワークトゥデイ[8]（TBSラジオ制作、JRN系[9]）
- オールナイトニッポン0（ニッポン放送制作、NRN系中心[10]）
- オールナイトニッポンR（ニッポン放送制作、NRN系中心[5]）
- JUNK（TBSラジオ制作、JRN系）

FM放送
- JFNニュース（JFNC制作、JFN系）